# Gusztáv Gratz

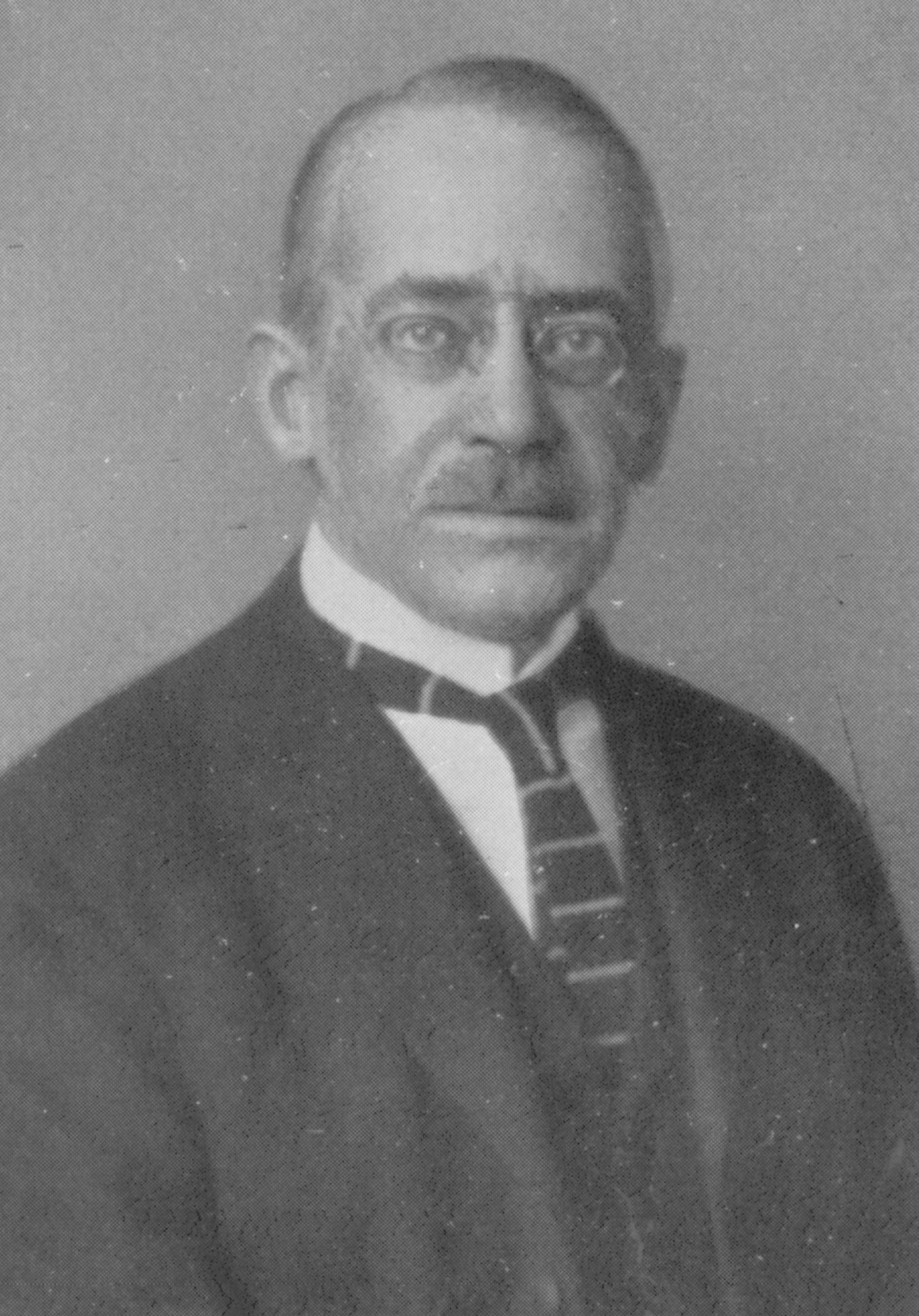
Gusztáv Gratz, um 1930

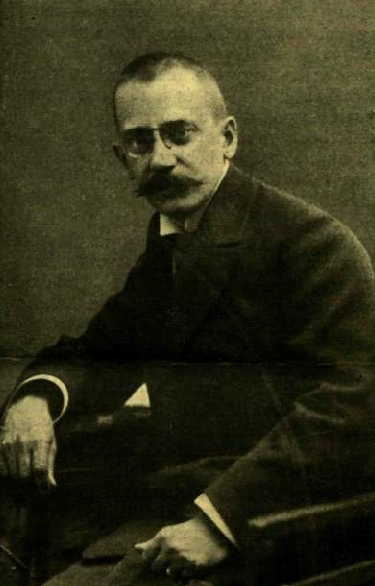
Gustav Gratz

Gustav Adolf Gratz [ˈɡustaːv ˈɡrɒʦ] (* 30. März 1875 in Gölnicbánya, Komitat Zips, Königreich Ungarn, Österreich-Ungarn; † 21. November 1946 in Budapest) war ein ungarischer Publizist, Journalist, Politiker, Geschichtsschreiber, Wirtschaftsfachmann. 

## Leben
Gustav Adolf Gratz war das Kind einer Deutsch und Ungarisch sprechenden deutschen evangelischen Pfarrersfamilie, die aus Nordwestungarn in die Zips übersiedelt war. Gratz besuchte das sächsische Gymnasium in Igló, dann, als sein Vater der Einladung der Klausenburger evangelischen Gemeinde nachgekommen und die Familie nach Klausenburg umgezogen war, das unitarische Obergymnasium in Klausenburg bzw. ein Jahr lang das sächsische Gymnasium in Bistritz.
Nach dem Abitur in Klausenburg studierte er Jura an den Universitäten Klausenburg und Budapest und schloss seine Studien 1898 in Klausenburg ab.
Ab 1896 war er Mitarbeiter des Pester Lloyd, ab 1898 Korrespondent der Kölnischen Zeitung, gleichzeitig Budapester Berichterstatter der Wiener Zeitung Die Zeit, ab 1906 wechselte er zur Neuen Freien Presse. 1900 war er Mitbegründer der Zeitschrift Huszadik Század (Zwanzigstes Jahrhundert), für die er bis 1903 als Redakteur zeichnete. 1901 gründeten Gratz und seine Gleichgesinnten das Társadalomtudományi Társaság (Gesellschaft für Soziologie). Die Zeitschrift und die Gesellschaft setzten sich zum Ziel, die rückständigen sozialen Verhältnisse Ungarns zu beseitigen und für die Agrarreform bzw. für die Ausbreitung des Wahlrechts zu plädieren. Bald entstanden aber Gegensätze zwischen den konservativen und den radikalen Elementen. 1903 trat Gratz aus der Redaktion aus und 1906 brach mit dem radikalen Kreis der Gesellschaft für Soziologie. 1906 erwarb er das Parlamentsmandat des Wahlkreises Leschkirch in Siebenbürgen und war bis zum Zusammenbruch im Jahre 1918 in der Abgeordnetengruppe der Siebenbürger Sachsen tätig.
Ab 1912 bekleidete er den Posten des geschäftsführenden Direktors des Landesverbandes der Ungarischen Industriellen (Gyáriparosok Országos Szövetsége). Während des Ersten Weltkrieges war er Mitglied von mehreren Kriegswirtschaftszentralen. Als liberaler Wirtschaftsfachmann setzte er sich entschlossen für den Gedanken eines Wirtschaftsbündnisses zwischen dem Deutschen Reich und der Österreichisch-Ungarischen Monarchie ein. 1917 wurde Gratz zum Chef der handelspolitischen Sektion im gemeinsamen Außenministerium ernannt. Von Juni bis September 1917 bekleidete er das Amt des ungarischen Finanzministers, dann wiederum leitete er als Sektionschef seitens der Monarchie die Wirtschaftsverhandlungen in Brest-Litowsk und in Bukarest, was ihm großes politisches Prestige einbrachte. Nach der Errichtung der Ungarischen Räterepublik 1919 ging er nach Wien und schloss sich dem ungarischen antibolschewistischen Comitee an. Von November 1919 bis Januar 1921 war er der ungarische Gesandte in Wien, danach übernahm er bis April 1921 den Posten eines ungarischen Außenministers. 
Gratz befürwortete die Restauration der Habsburgermonarchie und die Zusammenarbeit der Nachfolgestaaten Österreich-Ungarns. Als überzeugter Legitimist nahm er 1921 an beiden missglückten Rückkehrversuchen Karls I. als König Karl IV. von Ungarn aktiv teil und wurde deshalb verhaftet, nachdem der König das Land für immer hatte verlassen müssen. Obwohl er nach zehn Wochen Haft wieder auf freien Fuß gesetzt wurde und es im gegen die Teilnehmer des Restaurationsversuchs eingeleiteten Prozess wegen des Verbrechens der Aufruhr nie zu einem Urteil gekommen war, bedeutete der unglückliche Ausgang des zweiten Rückkehrversuches König Karls eine Unterbrechung in seiner politischen Karriere. Den Anschluss an das politische Leben und die Öffentlichkeit hatte er auch danach nicht verloren. Er schrieb regelmäßig Leitartikel für den Pester Lloyd und nahm an der Arbeit der Internationalen Handelskammer teil. Er war für mehrere Industrieunternehmungen tätig, die ungarischen Interessenten gehörten. Von der Mitte der 1920er Jahre an war er Vorsitzender oder Direktionsmitglied von mehr als 40 Banken bzw. Industrieunternehmen. 1924 übernahm er den Vorsitz des Ungarländischen Deutschen Volksbildungsvereins (UDV), den er bis 1938 innehatte. Geschäftsführender Vizepräsident des UDV wurde Jakob Bleyer, der eigentliche spiritus rector der Deutschen in Ungarn, der aber das Vertrauen der ungarischen Regierung nicht besaß. Die Wahl von Gratz zum Präsidenten galt als seine politische Rehabilitierung.
Der Verein hing gänzlich von der ungarischen Regierung ab. Gratz betrachtete seine Aufgabe an der Spitze des Vereins in der Vermittlung zwischen der Regierung und der deutschen Minderheit in Ungarn. In diesem Sinne trat er für den muttersprachlichen Unterricht und die Bildungsmöglichkeiten der deutschen Volksgruppe in Ungarn ein, bekämpfte aber jeden Versuch, das Deutschtum in Ungarn politisch zu organisieren, was ab Mitte der 1930er Jahre zu harten Gegensätzen zwischen ihm und der im Volkstumsgedanken erhitzten jungen Generation führte. Als die ungarische Regierung 1938 die volksdeutsche Richtung mit der Genehmigung des Volksbundes der Deutschen in Ungarn salonfähig machte, trat er von der Spitze des UDV zurück. Ab 1926 war er Abgeordneter, zunächst regierungsfreundlich, dann ab 1936 mit einem Mandat der Bürgerlichen Freiheitspartei. Er beanstandete im Abgeordnetenhaus und in seinen Artikeln die antiliberalen und antidemokratischen Tendenzen seiner Zeit. Im Juni 1939 wurde er Chefredakteur des liberalen Tagesblattes Pesti Napló. In den letzten Kriegsjahren wurde er einer geheimen Kommission, die die Vorbereitungen auf die künftige Friedenskonferenz vornehmen sollte, hinzugezogen. Im April 1944 (nach der Besetzung Ungarns durch das Dritte Reich im März 1944) wurde er von der Gestapo ins KZ Mauthausen deportiert. Nach seiner Entlassung im Juli 1944 lebte er zunächst bei einer seiner Töchter in Sulz bei Wien, dann in Budapest.
Ab 1925 gab er das ungarische Wirtschafts-Jahrbuch heraus, das über die Lage der ungarischen Wirtschaft informierte, aber auch geschichtliche und politische Beiträge brachte. Es erschien ab 1939 in gekürzter Form auch in englischer Sprache (The Hungarian Economic Year Book). In drei Bänden erschien sein großes Geschichtswerk 1934–1935, in denen er die – vor allem politische – Geschichte des Dualismus und der Revolutionen 1918–1920 bearbeitete. Der vierte Band, der sich mit der Zwischenkriegszeit befasst, ist erst im Jahre 2001 veröffentlicht worden. Als Anerkennung seiner publizistischen Tätigkeit und Geschichtsschreibung wählte ihn 1941 die Ungarische Akademie der Wissenschaften zum korrespondierenden Mitglied.

## Schriften (Auswahl)

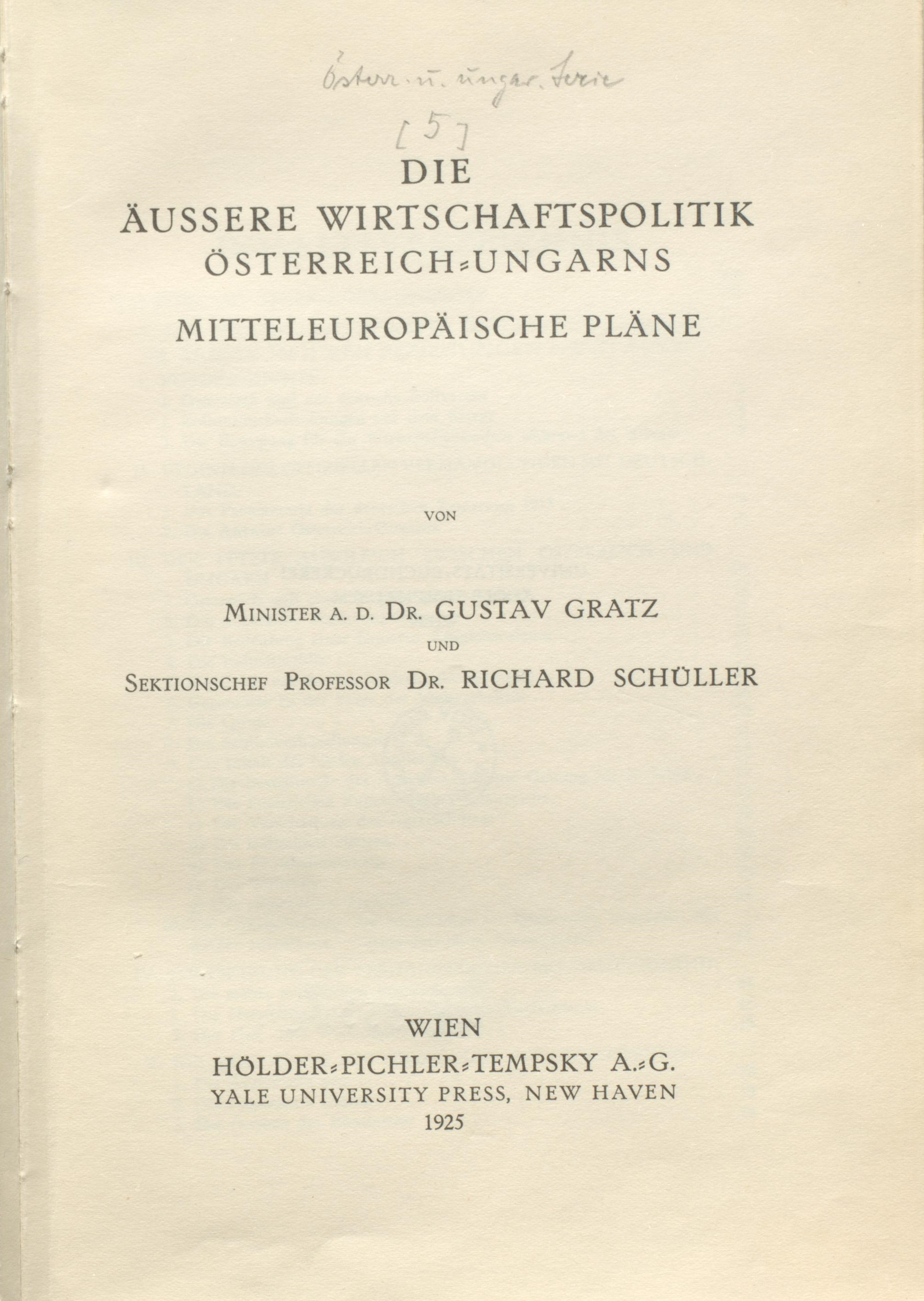
Die äussere Wirtschaftspolitik Österreich-Ungarns (1925)

- Nemzetközi jog (Völkerrecht). Budapest 1899.
- Alkotmánypolitika (Verfassungspolitik). Budapest-Pozsony 1900.
- Az általános választójog és Tisza István gróf. (Das allgemeine Wahlrecht und Graf Stefan Tisza). Budapest 1905.
- Általános választójog és nemzeti politika (Allgemeines Wahlrecht und nationale Politik). Budapest 1905.
- Az általános választójog szociológiai szempontból (Das allgemeine Wahlrecht in soziologischer Hinsicht). Budapest 1906.
- A bolsevizmus Magyarországon (Der Bolschewismus in Ungarn). Hrsg. und Einf. von Gustav Gratz. Budapest 1921.
- Politikai és gazdasági liberalizmus (Politischer und wirtschaftlicher Liberalismus). Budapest 1922.
- zusammen mit Richard Schüller: Die Äussere Wirtschaftspolitik Österreich-Ungarns. Mitteleuropäische Pläne. Wien / New Haven 1925.
- Európai külpolitika (Europäische Außenpolitik). Budapest 1929.
- zusammen mit Richard Schüller: Der wirtschaftliche Zusammenbruch Österreich-Ungarns. Die Tragödie der Erschöpfung. Wien / New Haven 1930.
- Zur Frage der Deutsch-Österreichischen Zollunion. Budapest 1931.
- A dualizmus kora. Magyarország története 1867–1918 I-II (Die Zeit des Dualismus I.-II. Geschichte Ungarns 1867–1918). Budapest 1934.
- A forradalmak kora. Magyarország története 1918–1920 (Die Zeit der Revolutionen. Geschichte Ungarns 1918–1920). Budapest 1935.
- Deutschungarische Probleme. Budapest 1938.
- Magyarország a két háború között (Ungarn zwischen den beiden Kriegen). Budapest 2001.
- Augenzeuge dreier Epochen. Die Memoiren des ungarischen Außenministers Gustav Gratz (1875–1945) (= Südosteuropäische Arbeiten, 137). Herausgegeben von Vince Paál und Gerhard Seewann. Verlag Oldenbourg, München 2009.